# Strada statale 179 del Lago Ampollino
La strada statale 179 del Lago Ampollino (SS 179), o strada provinciale 243 SS 179 Spineto (SP 243) in parte della provincia di Cosenza, strada provinciale 161 nella provincia di Catanzaro e strada provinciale 61 Trepidò (SP 61) in provincia di Crotone, è una strada statale e provinciale italiana che prende il nome dall'omonimo lago.

## Storia
La strada statale 179 venne istituita nel 1953 con il seguente percorso: "Innesto con la SS. n. 108-bis presso Bocca di Piazza - Bivio per il Villaggio Mancuso - Lago Ampollino - Innesto con la SS. n. 109 a Campo della Chiesa presso Petilia Policastro. Innesto con la strada del Lago Ampollino - Villa Racisi - Villaggio Mancuso - Innesto con la SS. n. 109 a San Giovanni d'Albi."
In seguito al decreto legislativo n. 112 del 1998, dal 2002 la gestione del tratto dal km 5,790 (innesto SS 179 dir) al km 48,835 (innesto SS 109) è passata dall'ANAS alla Regione Calabria, che ha provveduto al trasferimento dell'infrastruttura al demanio della Provincia di Cosenza e della Provincia di Crotone per le tratte territorialmente competenti.
Nell'ambito del piano "Rientro strade" la tratta iniziale, da Bocca di Piazza al bivio con la SS 179 dir, è stato nuovamente classificato come strada statale 179 e la gestione è tornata all'ANAS.

## Percorso
La strada ha origine in località Bocca di Piazza, nel comune di Parenti. Il tracciato prosegue in direzione est arrivando all'innesto della strada statale 179 dir del Lago Ampollino in località Torre Spineto nel comune di Aprigliano. La strada prosegue in direzione del lago Ampollino, di cui tocca la sponda meridionale entrando così anche nel parco nazionale della Sila. Dopo un breve tratto nella provincia di Catanzaro (peraltro gestito comunque dalla Provincia di Cosenza), superando il torrente Tassito entra nella provincia di Crotone attraversando dapprima la frazione di Trepidò e poi raggiungendo il centro abitato di Cotronei.
Dopo pochi chilometri, la strada termina il proprio percorso giungendo all'innesto sulla ex strada statale 109 della Piccola Sila nei pressi di Petilia Policastro.

## Strada statale 179 dir del Lago Ampollino
La strada statale 179 dir del Lago Ampollino (SS 179 dir) è una strada statale italiana che attraversa il territorio della Sila Piccola.
Ha origine presso Torre Spineto dalla SS 179, distaccandosene in direzione sud. Il suo percorso si sviluppa essenzialmente nel territorio comunale di Taverna, sfiorando il lago Passante e attraversando le frazioni di Villaggio Racise e Villaggio Mancuso. Nel suo percorso attraversa il parco nazionale della Sila e giunge ad Albi prima di innestarsi sulla strada statale 109 della Piccola Sila presso la frazione di San Giovanni.